# Putnok (nádraží)
Putnok je železniční stanice v maďarském městě Putnok, který se nachází v župě Borsod-Abaúj-Zemplén. Stanice byla otevřena v roce 1871, kdy byla zprovozněna trať mezi Miškovcem a slovenským Fiľakovem.

## Provozní informace
Stanice má celkem 5 nástupních hran. Ve stanici je možnost zakoupení si jízdenky. Provozuje ji společnost MÁV.

## Doprava
Zastavují zde osobní vlaky do Miškovce a Ózdu.

## Tratě
Stanicí prochází tyto tratě:
- Eger–Szilvásvarád–Putnok (MÁV 87) (bez dopravy v úseku Szilvásvarád–Putnok)
- Miškovec–Bánréve–Ózd (MÁV 92)